# Госевский, Пшемыслав
Пшемыслав Эдгар Госевский (пол. Przemysław Edgar Gosiewski; 12 мая 1964, Слупск, Польша — 10 апреля 2010, около аэродрома Смоленск-Северный, Смоленск, Россия) — польский государственный и политический деятель, заместитель премьер-министра Польши с 8 мая по 16 ноября 2007 года, депутат Сейма IV-го созыва. Погиб в авиакатастрофе польского президентского самолёта ТУ-154, разбившегося под Смоленском.

## Биография
Родился 12 мая 1964 года в Слупске.
Окончил общеобразовательный лицей им. Стефана Жеромского в городе Дарлово.
С 1983 по 1989 год учился на факультете администрации и права Гданьского университета. В 1980-х годах был активистом «Солидарности» и Независимого союза студентов.
В 2001 году был избран депутатом Сейма, был членом партии «Право и справедливость». На парламентских выборах в 2005 году был переизбран в Сейм. С 3 ноября 2005 года по 19 июля 2006 года был руководителем фракции «Право и справедливость» в Сейме.
С 14 июля 2006 года по 16 ноября 2007 года был председателем Постоянного комитета Кабинета министров, с 8 мая 2007 года — в ранге вице-премьера.
На парламентских выборах 2007 года был переизбран депутатом Сейма. С 13 ноября 2007 года по 6 января 2010 года являлся руководителем парламентской фракции «Право и справедливость».
10 апреля 2010 года в составе польской делегации, возглавляемой Президентом Польши Лехом Качиньским, направился в Россию с частным визитом на траурные мероприятия по случаю 70-й годовщины Катынского расстрела. При посадке на аэродром Смоленск-Северный самолёт разбился. В авиакатастрофе не выжил никто.

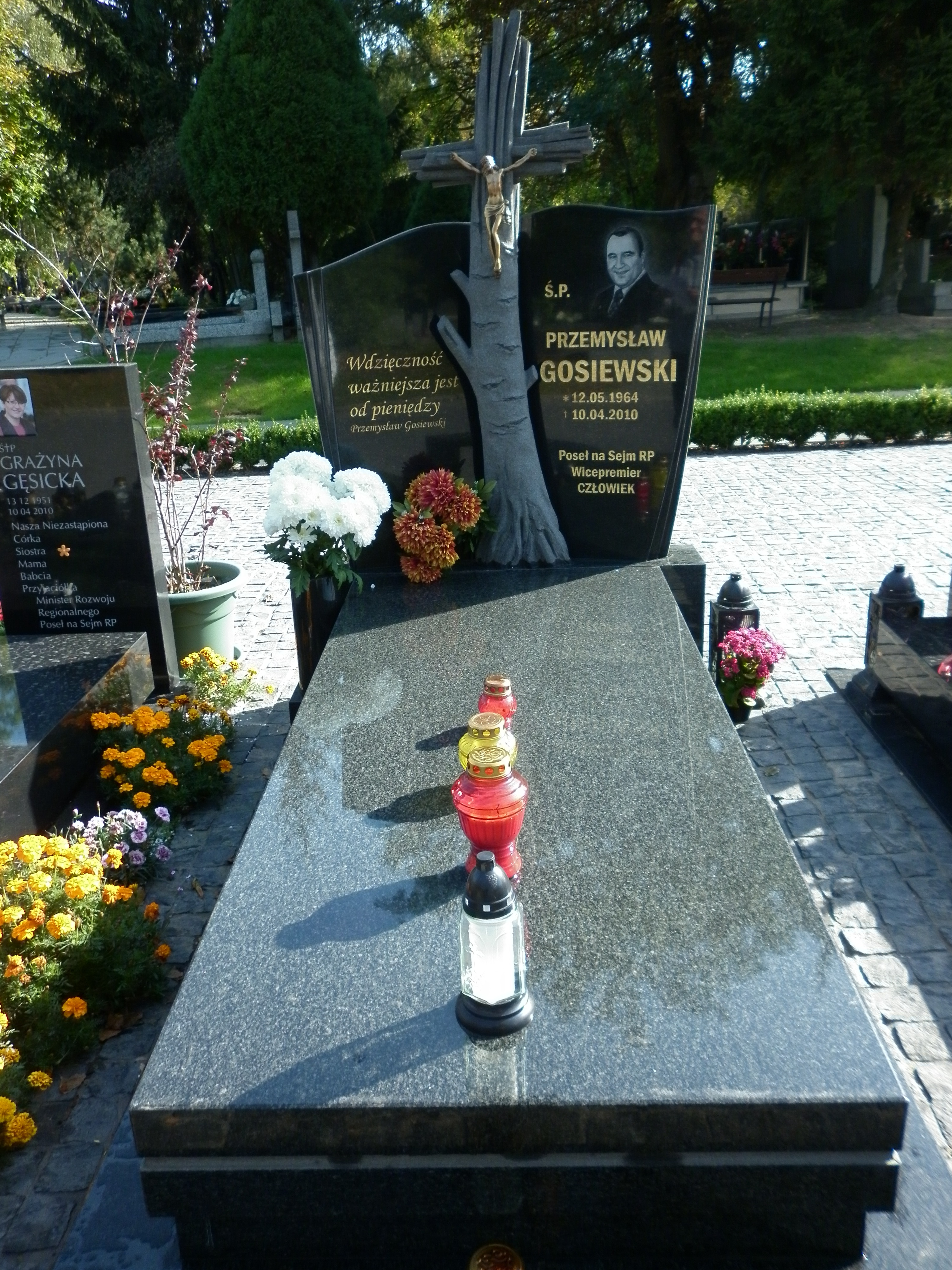
Могила Пшемыслава Госевского

21 апреля 2010 года был похоронен на военном кладбище Воинские Повонзки в Варшаве.

## Семья
Отец, Ян, работал учителем истории, был членом ПОРП. Мать, Ядвига (урождённая Чарноленская), была педиатром.
Был женат вторым браком. Первая жена — Малгожата Госевская (урождённая Керат), депутат Сейма Польши 5, 7 и 8 созывов. От первого брака имел сына. Вторая жена — Беата Госевская (урождённая Яблоньская), сенатор 8 созыва и депутат Европейского парламента с 2014 года. От второго брака имел сына и дочь.